# Universidad de Derby
La Universidad de Derby (en inglés: University of Derby) es una universidad pública cuyo campus principal se encuentra situado en la ciudad de Derby, en el condado de Derbyshire (Inglaterra). Originalmente fundada como Derby Diocesan College of Education, cambió su nombre por el actual tras la Ley de Educación Superior de 1992 (Further and Highter Education Act of 1992). Sin embargo, sus orígenes se remontan a 1851. Desde entonces la universidad ha experimentado muchos cambios contando actualmente con tres campus en la ciudad de Derby y uno en la ciudad de Buxton.
Tiene una comunidad estudiantil de aproximadamente 25.000 estudiantes con un 10% de estudiantes internacionales y una sección académica de más de 2.600 personas. Está dividida en 4 campus repartidos entre Derby y Buxton. La Universidad de Derby es famosa por su Facultad de Derecho, factor que contribuye a su reputación como una de las principales instituciones de enseñanza Superior, posteriores a 1992, de Inglaterra.
Los egresados de la Universidad de Derby cuentan con un alto porcentaje de inserción laboral. El 91% de los graduados de la universidad del curso académico 2009/10 estaba trabajando o realizando un postgrado a los 6 meses después de la graduación según la Encuesta "Destination of Leavers from Higher Education DLHE".

## Historia
Los orígenes de la institución se remontan a 1851 cuando el Instituto Diocesano para la Formación fue creado. En los siguientes 20 años otras dos instituciones de educación superior se establecieron en la ciudad: la Escuela Superior de Arte de Derby y la Escuela Superior de Ciencias de Derby.La unión entre ambas escuelas llevó a la creación del Derby Lonsdale College y una posterior fusión con la Escuela de Educación Superior de Matlock en 1983 dio resultado a la creación de la Escuela de Educación Superior de Derbyshire. Esta institución creada a través de la unión de varias escuelas de educación superior obtuvo directamente el estatus de Universidad en el año 1992.

## Facultades y Escuelas
Hay cinco Facultades dentro de la Universidad:
- Facultad de Ciencias Empresariales, Derecho e Informática.
  - Escuela de Ingeniería Informática
  - Escuela de Derecho y Criminología
  - Derbyshire Business School
  - Centro de Gestión Empresarial
- Facultad de Arte, Diseño y Tecnología.
  - Escuela de Humanidades
  - Escuela de Arte y Diseño
  - Escuela de Tecnología
- Facultad de Educación, Ciencias y Salud
  - Escuela de Educación
  - Escuela de Salud
  - Escuela de Ciencias
  - Escuela de Cuidados Sociales y Prácticas Terapéuticas
- Campus Universidad de Derby - Buxton College
  - Escuela de Cultura

- Datos: Q3183295
- Multimedia: University of Derby / Q3183295